# Rogerio Deres
Rogerio Deres o también conocido como Rogerio el leproso (? - Cerfroid, abril de 1227), religioso francés, cuarto Ministro general de la Orden de la Santísima Trinidad y de los Cautivos entre 1222 y 1227.

## Biografía
Rogerio Deres es quizá, de los primeros Ministros generales de la Orden Trinitaria, de quien menos información se tiene. Al parecer procedía de Francia y fue elegido Ministro mayor de la Orden en el capítulo general de Montpellier de 1222. Se caracterizó por ser un hombre más conventual que los anteriores ministros, pocas veces salió de la comunidad de Cerfroid, por entonces casa general.
Durante su generalato, Rogerio ratificó dos convenios: el primero en el capítulo general de Montpellier de 1223, un convenio entre el convento de Burgos y la diócesis, por medio del cual se permitía a los trinitarios tener cementerio y oratorio a cambio que no celebrasen culto abierto al público y mucho menos los sacramentos, el convento viviría de sus rentas y no de la pastoral; y el segundo, en el capítulo general de Cerfroid, el convenio entre el convento de Montpellier y el obispo de Maguelone por problemas similares al anterior; recibió, además, dos donaciones importantes: Walter, señor de Lens (Provincia de Henao) dona a la Orden el hospital de ese lugar en el mes de abril de 1223; y el arzobispo de Arlés dona el hospital construido por Poncio de auriac fuera de los muros del castillo de Beaucaire.
Rogerio murió en abril de 1227, quizá afectado de la enfermedad de la lepra, puede ser el motivo por el que Roberto Gaguin en su serie de Ministros generales de la Orden le llamara el leproso. Fue sepultado en el convento de Cerfroid.